# Droga wojewódzka nr 523
Droga wojewódzka nr 523 (DW523) – droga wojewódzka w północnej Polsce w województwie pomorskim przebiegająca przez teren powiatu kwidzyńskiego. Droga ma długość 16 km. Łączy Gardeję z miejscowością Trumieje.

## Przebieg drogi
Droga rozpoczyna się w miejscowości Gardeja, gdzie odchodzi od drogi krajowej nr 55. Następnie kieruje się w stronę wschodnią i po 16 km dociera do miejscowości Trumieje, gdzie dołącza się do drogi wojewódzkiej nr 522. 

## Miejscowości leżące przy trasie DW523
- Gardeja
- Olszówka
- Czarne Dolne
- Przęsławek
- Pawłowo
- Wilkowo
- Trumieje